# Аниция Фалтония Проба
Вижте пояснителната страница за други личности с името Аниция.
Аниция Фалтония Проба (на латински: Anicia Faltonia Proba; † 432, Африка) е римска аристократка и християнска поетеса.
Произлиза от фамилията Аниции. Дъщеря е на Тирания Аниция Юлиана (дъщеря на Аниций Авхений Бас, консул 408 г.) и на Квинт Клодий Херногениан Олибрий, който е консул 379 г. и син на Клодий Целсин Аделфий (praefectus urbi 351 г.) и християнската поетеса Фалтония Бетиция Проба.
Омъжва се за Секст Клавдий Петроний Проб, консул 371 г., чиято фамилна гробница се намира наблизо до вероятния гроб на Апостол Петър. Майка е на Аниций Петроний Проб, Флавий Аниций Хермогениан Олибрий, Флавий Аниций Пробин и на Аниция Проба.
През 395 г. Проба влиза в контакт с християните Августин от Хипон и Йоан Златоуст. През 410 г. е в Рим по времето на разграбването на Рим от вестготите и бяга в Картаген в Африка със снаха си Аниция Юлиана и малката си внучка Деметриас, дъщерята на Флавий Аниций Хермогениан Олибрий.
Проба умира в Африка през 432 г. Погребана е в Старата Базилика Св. Петър в Рим.